# Thamnochortus
Thamnochortus là một chi thực vật có hoa trong họ Restionaceae.

## Hình ảnh

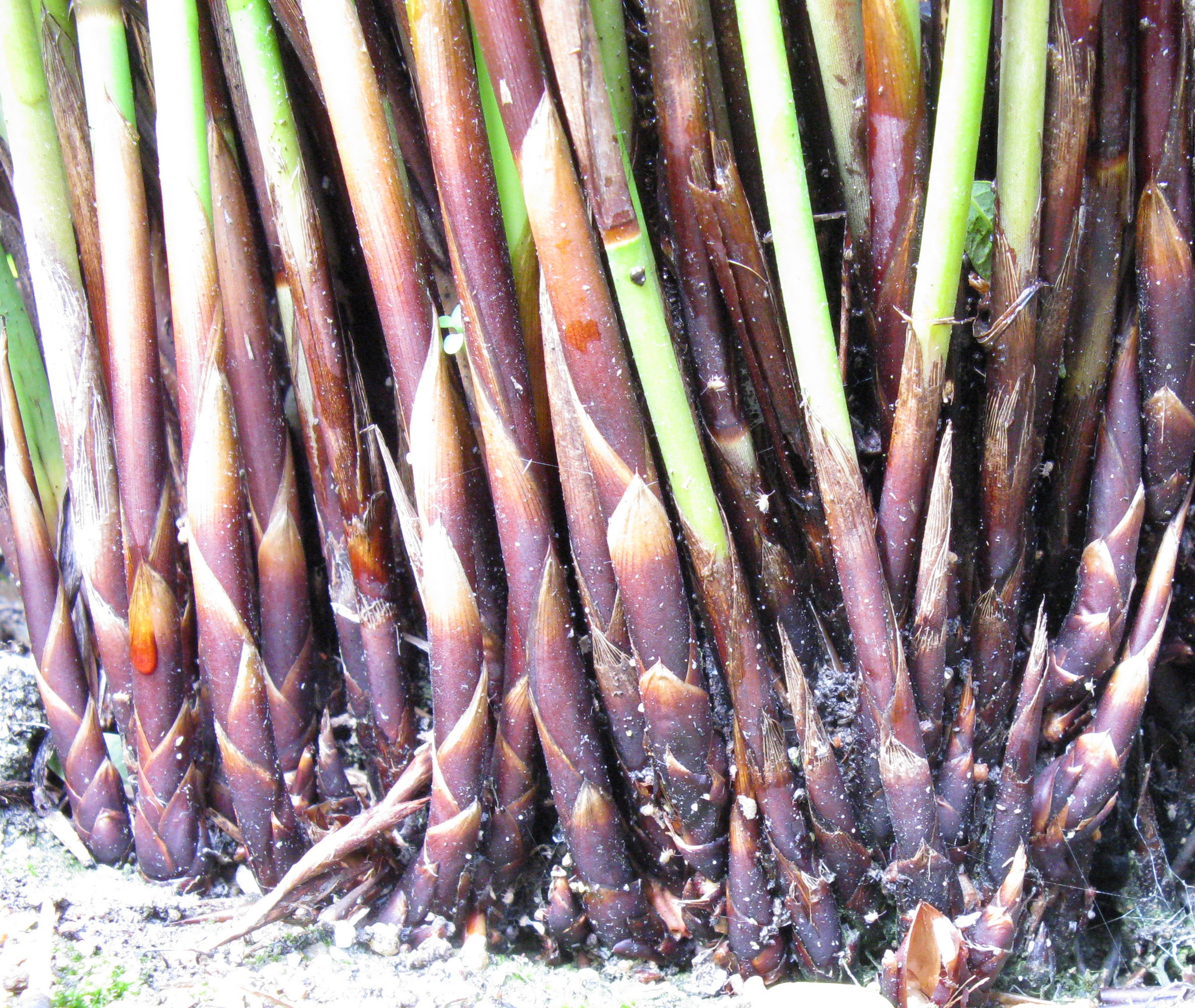